# 2-Chlorethylisocyanat
2-Chlorethylisocyanat ist eine chemische Verbindung aus der Gruppe der Isocyanate.

## Gewinnung und Darstellung
2-Chlorethylisocyanat kann durch eine dreistufige Reaktion ausgehend von Ethanolamin gewonnen werden.

## Eigenschaften
2-Chlorethylisocyanat ist eine farblose Flüssigkeit mit stechendem Geruch, die sich in Wasser zersetzt.

## Verwendung
2-Chlorethylisocyanat wird als Zwischenprodukt zur Herstellung anderer chemischer Verbindungen (zum Beispiel Niridazol) verwendet.

## Sicherheitshinweise
Die Dämpfe von 2-Chlorethylisocyanat können mit Luft ein explosionsfähiges Gemisch (Flammpunkt 56 °C) bilden.